# Запорожан Валерій Миколайович
Запорожец Василій Микитович (нар. 2 березня 1947, Ізмаїл) — ректор Одеського національного медичного університету, академік Академії медичних наук України, обраний 4 липня 2000 року за спеціальністю акушерство і гінекологія, доктор медичних наук (1983), професор (1986). Лауреат державної премії України (1997), заслужений винахідник України (1986), лауреат премії ім. Р. Є. Кавецького Національної академії наук України (2001). Почесний професор Тернопільського медичного університету ім. Горбачевського.
Ректор Одеський національний медичний університет

## Життєпис
В юності мріяв стати біофізиком чи лікарем. Бажання допомагати хворим людям переважило, тому вступив до Одеського медичного інституту. Але після закінчення другого курсу поїхав до Новосибірська, де на той час зосередилися найсильніші вчені-біофізики країни. Півроку працював лаборантом в одному із закладів, навіть отримав запрошення на навчання у Новосибірському університеті, однак повернувся до Одеси, до лікарського фаху.
1971 закінчив Одеський медичний інститут.
24 квітня 2018 р. розпорядженням МОЗ відсторонений від виконання службових обов'язків ректора Одеського національного медичного університету. Підстава — складений співробітниками Національної поліції протокол про адміністративне правопорушення, пов'язане з можливою корупцією. 27 січня 2020 указ Уляни Супрун від 17 липня 2018 було визнано недійсним, а згідно нового указу Запорожана було звільнено через закінчення його контракту, а не через порушення.
25 листопада 2020 року Валерія Запорожана знов було обрано ректором Одеського національного медуніверситету.

## Наукова діяльність
Висококваліфікований фахівець, один з провідних вчених у галузі акушерства, гінекології та генетики. Основні напрями його наукової діяльності спрямовані на вивчення цитогенетичних, молекулярних та імунних механізмів онтогенезу, використання стовбурових клітин в регенеративній медицині; проблеми репродуктивного здоров'я, підвищення ефективності допоміжних репродуктивних технологій; ведення вагітності й пологів високого ризику, в тому числі при екстрагенітальній патології, ВІЛ-інфекції; розробка і вдосконалення мінімально інвазивних органозберігаючих та реконструктивно-пластичних методів лікування, в тому числі з використанням ендоскопічних та інтраскопічних технологій, кріохірургії, лазерної та ультразвукової енергії; розробка і вдосконалення методів регенеративної та генетичної медицини.
Автор більш як 700 наукових праць, в тому числі 46 монографій, 14 підручників та 100 винаходів. Підготував 33 докторів та 74 кандидатів медичних наук.
Член Президії АМН України та Міжнародної академії ім. Альберта Швейцера, голова проблемної комісії «Акушерство і гінекологія» МОЗ та АМН України, Міжвідомчої та координаційної ради АМН України та МОЗ України з фундаментальних та прикладних проблем медичної генетики, засновник і директор НДІ молекулярно-генетичної та клітинної медицини, член Національного комітету та Європарламенту з біоетики, Європейської спілки гінекологів-онкологів, Американської асоціації гінекологів-лапароскопістів, почесний доктор багатьох зарубіжних університетів та академій, член Комітету з державних премій України в галузі науки і техніки, засновник та головний редактор наукових журналів «Досягнення медицини та біології», «Одеський медичний журнал», "Міжнародного медико-філософського журналу «Інтегративна антропологія», член редакційних рад ряду національних та наукових іноземних журналів.
Член редакційної колегії науково-практичного журналу «Медична освіта».

## Нагороди
- ордени «За заслуги» III, II та I ступенів
- 1997 — орден «За заслуги» ІІІ ступеня
- 2000 — орден «За заслуги» II ступеня,
- 2006 — орден «За заслуги» I ступеня.
- 1997 — Диплом Почесного члена Польської Академії Медицини, Золота медаль А. Швейцара і міжнародна медаль «За заслуги в медицині» Польської Академії Медицини.
- 1997 — Державна премія (за цикл робіт «Вроджена спадкова патологія дітей України: діагностика та лікування»)
- 1998 — Президентська Медаль університету ім. Джорджа Вашингтона (Вашингтон, США).
- 1998 — вища нагорода Польської Академії Медицини «Велика золота зірка»
- 1998 — орден Миколи Чудотворця «За примноження добра на Землі».
- 1999 — Велика Золота медаль Альберта Швейцара, Міжнародна медична академія Альберта Швейцара
- 24 серпня 2000 — Орден «За вірність Батьківщині» ІІІ ступеня.
- 2000 — Медаль Гіппократа (Всесвітній фонд Гіппократа, Греція).
- 2001 — за цикл робіт «Нові підходи і технології в діагностиці та лікуванні онкологічних захворювань» отримав премію ім. Кавецького.
- 2006 — нагорода «Socrat award», Британія.
- 2009 — Почесний громадянин Одеси

## Наукові праці
1. «Молекулярно-генетические и биофизические методы исследования в медицине» (1996)
2. «Видеоэндоскопические операции в хирургии и гинекологии» (1999);
3. «Акушерство і гінекологія» (2000, 2005);
4. «Гінекологічна патологія» (2002);
5. «Вич-инфекция и СПИД» (2003, 2004);
6. «Генетика пухлин жіночих репродуктивних органів» (2004);
7. «Стволовые клетки» (2004);
8. «Акушерська патологія» (2005);
9. «Біоетика» (2005);
10. «Оперативна гінекологія» (2007),
11. «Генетична медицина» (2008),
12. «Путь к нооэтике»(2008)
13. Етюди про моральність (2018)
14. та інші